# Gaetano Malchiodi
Gaetano Luigi Carlo Malchiodi (Piacenza, 2 gennaio 1878 – Piacenza, 22 gennaio 1965) è stato un arcivescovo cattolico italiano.

## Biografia
Nacque a Piacenza, città capoluogo di provincia e sede vescovile, il 2 gennaio 1878. Era uno degli otto figli di Carlo Malchiodi e di Sofia Antozzi; suo fratello era l'arcivescovo Umberto Malchiodi.

### Formazione e ministero sacerdotale
Trascorse a Piacenza gli anni della fanciullezza, percorrendo il sentiero della formazione ecclesiastica nel Collegio Alberoni.
Il 22 luglio 1900 fu ordinato presbitero.
Dopo l'ordinazione prestò servizio nella parrocchia di San Savino a Piacenza. Nel 1905 si recò a Roma per ulteriori studi: si laureò in teologia, archeologia e diritto canonico. Fu poi al seguito di due vescovi piacentini: Giovanni Battista Vinati a Bosa e Giovanni Battista Nasalli Rocca di Corneliano a Gubbio. Nel 1916 tornò a Roma.

### Ministero episcopale
Il 25 gennaio 1935 papa Pio XI lo nominò vescovo titolare di Cana e vicario dell'amministrazione pontificia di Loreto. Ricevette l'ordinazione episcopale il 10 febbraio successivo dall'arcivescovo Francesco Borgongini Duca (poi cardinale), co-consacranti il vescovo Ersilio Menzani (poi arcivescovo) e l'arcivescovo Giuseppe Rossino.
Fu officiale della Sacra Congregazione dei Seminari. Viaggiò a lungo nelle nazioni del Vicino Oriente: Bulgaria, Turchia, Grecia, Libano, Iran ove si aprì la via alla notorietà e strinse salde amicizie nelle altre gerarchie ecclesiastiche, tra cui l'apprezzamento del delegato apostolico Angelo Giuseppe Roncalli in Bulgaria.
Il 26 gennaio 1960 papa Giovanni XXIII accolse le sue dimissioni e lo nominò arcivescovo titolare di Amasea.
Nel 1961 si ritirò a Piacenza presso il fratello Umberto.
Il 22 gennaio 1965 morì a Piacenza e fu sepolto nella basilica di San Giovanni in Canale.

## Genealogia episcopale
La genealogia episcopale è:
- Cardinale Scipione Rebiba
- Cardinale Giulio Antonio Santori
- Cardinale Girolamo Bernerio, O.P.
- Arcivescovo Galeazzo Sanvitale
- Cardinale Ludovico Ludovisi
- Cardinale Luigi Caetani
- Cardinale Ulderico Carpegna
- Cardinale Paluzzo Paluzzi Altieri degli Albertoni
- Papa Benedetto XIII
- Papa Benedetto XIV
- Papa Clemente XIII
- Cardinale Marcantonio Colonna
- Cardinale Giacinto Sigismondo Gerdil, B.
- Cardinale Giulio Maria della Somaglia
- Cardinale Carlo Odescalchi, S.I.
- Vescovo Eugène de Mazenod, O.M.I.
- Cardinale Joseph Hippolyte Guibert, O.M.I.
- Cardinale François-Marie-Benjamin Richard
- Cardinale Pietro Gasparri
- Cardinale Francesco Borgongini Duca
- Arcivescovo Gaetano Malchiodi